# Дебейки, Майкл Эллис
Майкл Эллис Дебейки (англ. Michael Ellis DeBakey; 7 сентября 1908, Лейк-Чарльз, Луизиана, США — 11 июля 2008, Хьюстон, Техас, США) —  ливанский американский хирург  кардиохирург, специалист в области хирургии.

## Биография
Родился 7 сентября 1908 в городе Лейк-Чарльз (штат Луизиана), в маронитской ливанской семье иммигрантов Шакера и Рахиджи Дабаги (Dabaghi) (позднее англифицировавшие свою фамилию в Дебейки).
После окончания школы он поступил в частный вуз — Университет Тулейна, один из ведущих вузов Нового Орлеана. В то время там работали такие известные хирурги как Альтон Ошнер и Рудольф Матас. Интернатуру и ординатуру прошёл там же — в госпитале Милосердия. Продолжил обучение в Страсбургском университете под руководством Рене Лериша, университете Гейдельберга под руководством Мартина Киршнера. Эти два великих хирурга во многом и определили его дальнейшую судьбу.
Вернувшись в Университет Тулейна, Майкл Дебейки служил на медицинском факультете с 1937 по 1948 год. В возрасте 23 лет он первым применил в медицине перистальтический насос — основную часть большого количества медицинских приборов, таких как аппарат искусственного кровобращения, аппарат «искусственная почка», инфузомат. В те же годы изобрёл иглу для переливания крови, зажим для колостом, иглодержатель для сосудистого шва. Вместе со своим руководителем Альтоном Ошнером Дебейки впервые выдвинул предположение о взаимосвязи курения с развитием рака лёгких, которое было подтверждено намного позднее.
В годы Второй мировой войны его привлекали в отдел хирургов-консультантов генерального штаба армии США. В 1945 году возглавил этот отдел. Дебейки работал в Европе, где участвовал в разработке принципов реабилитации ветеранов после войны.
Его авторству принадлежит система мобильных армейских хирургических госпиталей (MASH). Разработанные им принципы спасли тысячи жизней при последующих конфликтах американской армии в Гренаде, Вьетнаме, Корее.
После войны Дебейки перебрался в Хьюстон (штат Техас) и начал работать в Медицинском Колледже Бейлора. Это — один из крупнейших медицинских вузов мира, включающий такие всемирно известные подразделения как Детский госпиталь Техаса, Центр лечения рака Андерсона, Клиника Меннингера. Здесь он продолжал заниматься наиболее передовой и интересной в то время отраслью хирургии — сердечно-сосудистой хирургией.
Дебейки — один из первых, кто выполнил успешное аортокоронарное шунтирование после первой успешной операции Гётца в Госпитале Бронкса. Первым в 1953 году он выполнил успешную операцию каротидной эндартерэктомии.
В 1958 году Дебейки выполнил первое протезирование кровеносных сосудов таким протезом. Сегодня рынок сосудистых протезов крайне широк, существуют сотни технических и коммерческих решений, однако основателем этого направления был именно Дебейки. Развивая идею возможности протезирования или шунтирования сосудов, Дебейки разработал такую широко распространённую сегодня при синдроме Лериша операцию как бифуркационное аортобедренное шунтирование.
В 1962 году Дебейки получил грант 2,5 млн долларов на разработку искусственного сердца, работающего без подключения к внешней консоли. В 1966 году ему удалось применить частичное искусственное сердце — левожелудочковый обход. Тем не менее в 1969 году разгорелся скандал, связанный с тем, что Дентон Кули первым пересадил искусственное экспериментальное сердце человеку, с летальным исходом. Это решение было осуждено врачебной общественностью и привело к серьёзным проблемам в дальнейшей работе, в том числе и у Дебейки. Кули был вынужден покинуть Бейлор, основать Техасский институт сердца в Епископальном госпитале Святого Луки. В течение 40 лет длился конфликт великих хирургов, и только в 2007 году состоялось их примирение, когда Дебейки было 99, а Кули — 87 лет.
В середине 1960-е годов он, совместно с H. Cromie, предложил конструкцию шарового протеза клапана сердца с полым титановым шаром и дакроновым покрытием стоек. Вторая модель, получившая наименование «DeBakey—Surgitool», имела титановые седло и стойки, покрытые высокомолекулярным полиэтиленом. В модели, разработанной совместно с J. Bokros, корпус покрывали пиролитическим углеродом, а в 1969 году из этого материала был создан и шаровый запирающий элемент, однако в 1978 году клиническое использование модели было прекращено из-за повышенного гемолиза.
Медицинский стаж Майкла Дебейки составляет 75 лет. Считается, что за свою жизнь он прооперировал более 50 000 человек. Дебейки лечил герцога Виндзорского, шаха Ирана, короля Иордании, президента Турции, лидера Никарагуа, американских президентов Кеннеди, Джонсона и Никсона. Тем не менее, Дебейки одинаково относился и оперировал и богачей и простых людей. «После того как ты рассекаешь их кожу, ты понимаешь, что все они одинаковые», говорил он.
Перфекционист по сути, Дебейки был нетерпим к малейшей некомпетентности. Известно, что он был довольно груб к своей хирургической бригаде в случае малейших недостатков в технике. При этом он был весьма интеллигентным, внимательным и вежливым человеком. Он также был известен нетерпимостью к возражениям «зелёных» на использование животных в экспериментах, считая это нарушением прав в первую очередь человека.
До 1972 года он жил со своей первой женой, Дианой Купер Дебейки, родившей ему четырёх сыновей, когда она скончалась от инфаркта. Через три года он женился на немецкой актрисе Катрин Фельхабер, которая родила ему дочь Ольгу.
В 2005 году у Майкла Дебейки развилась расслаивающая аневризма аорты. Единственно возможным вариантом была операция протезирования, детально разработанная им же. Дебейки перенёс эту операцию, выполненную его учениками, поставив своеобразный рекорд возраста выживания при такой операции.
Известные выражения Дебейки:
- Самое страшное — и ты никогда не приготовишься к этому — когда больной умирает у тебя во время операции. Ты всякий раз умираешь вместе с ним.
- Я запланировал свою последнюю операцию, когда мне было 90 лет. Я понял, что сделал много и пора уступать место коллегам. Но если у Вас сейчас возникнут проблемы с сердцем, требующие хирургического вмешательства, и я окажусь единственным доступным врачом, я готов.
- Одна из самых редких вещей, которые мы делаем, мы думаем. Я не знаю, почему люди не хотят делать это чаще. Это ничего не стоит. Подумайте об этом.

19 ноября 2003 года был награждён высшей наградой Российской Академии Наук — Большой золотой медалью имени М. В. Ломоносова — за «выдающиеся достижения в области хирургии сердца». В 2007 году награждён высшей наградой США — Золотой медалью Конгресса.
Умер в больнице Хьюстона 11 июля 2008 года, не дожив менее двух месяцев до своего 100-летнего юбилея. Похоронен на Арлингтонском национальном кладбище.

## Дебейки в России
В 1972 году Майкл Дебейки был приглашён в Москву при проведении операции Мстиславу Келдышу.
В 1996 году он был приглашён в Москву в качестве консультанта на операцию аорто-коронарного шунтирования, которую Ренат Акчурин проводил первому президенту России Борису Николаевичу Ельцину.